# Распутин и императрица
«Распутин и императрица» — американская историческая драма 1932 года о возвышении и убийстве Григория Распутина.
Изображение в фильме княгини Ирины Романовой, порочащее её честь, привело к иску к кинокомпании, который породил ставшую стандартом в голливудских фильмах юридическую оговорку: «Все имена и события вымышлены, любые совпадения с реальными людьми и событиями случайны».
Автор сценария фильма Чарльз Макартур в 1934 году был номинирован на премию «Оскар» за лучший литературный первоисточник.

## Сюжет
1913 год, Российская империя под правлением царя Николая II. Наследник престола цесаревич Алексей страдает гемофилией, и небольшое кровотечение грозит ему смертью. Врач императорской семьи доктор Ремезов бессилен остановить кровотечение у мальчика. Княжна Наташа, фрейлина императрицы Александры и невеста князя Павла Чегодаева, советует пригласить целителя Григория Распутина. Тот убеждает императрицу, что послан Богом, чтобы вылечить ребёнка. Ему удаётся остановить кровотечение у цесаревича.
Получив влияние на преисполненных благодарности родителей, Распутин начинает заменять людей в свите императорской семьи своими ставленниками, в чём ему помогает, преследуя свои цели, глава тайной полиции. Князь Павел Чегодаев опасается, что действия Распутина приведут к гибели Российской империи. Однако даже Наташа верит в Распутина и предупреждает его, что Павел намеревается убить его. Попытка князя Чегодаева застрелить Распутина проваливается: тот принял меры предосторожности, надев скрытый металлический нагрудник. Император Николай II заставляет Павла уйти в отставку, когда тот признаёт, что пытался убить Распутина.
Убедившись в своей неуязвимости и набрав власть, Распутин начинает оказывать знаки внимания великой княжне Марии, дочери Николая II. Наташа, узнав об этом, приходит в ярость и кричит, что расскажет об этом императрице. Распутин вводит её в глубокий транс, но в этот момент случайно входит императрица, и Наташа всё ей рассказывает. Распутин заявляет, что он может делать что хочет — так как теперь является фактическим царём. В отчаянии императрица обращается за помощью к князю Чегодаеву.
На большом приёме, где Распутин является почётным гостем, он узнает в слуге, который подавал ему его любимые традиционные тобольские пирожные, человека, работающего на Чегодаева. Подозревая неладное, Распутин велит доставить ему князя Чегодаева, и сам отводит его под дулом пистолета в подвал. Когда они остаются одни, князь Чегодаев насмехается над Распутиным, говоря ему, что пирожные были отравлены, и вступает в схватку с Распутиным, одолевая слабеющего от яда врага. Однако Распутин отказывается умирать. Весь в крови, он поднимается и идёт к князю Чегодаеву, крича, что если он погибнет, то погибнет и Россия. Князь Чегодаев вытаскивает ослабевшего Распутина на улицу, тащит его по снегу и бросает в реку, где Распутин тонет.

## В ролях
- Этель Берримор — императрица Александра
- Лайонел Бэрримор — Григорий Распутин
- Джон Берримор — князь Павел Чегодаев (прототип — князь Феликс Юсупов)
- Дайана Уиньярд — княгиня Наташа (прототип — княгиня Ирина Александровна Романова-Юсупова)
- Ральф Морган — император Николай II
- Джин Паркер — княжна Мария
- Тад Александр — цесаревич Алексей
- Энн Ширли — княжна Анастасия
- Си Генри Гордон — великий князь Игорь
- Эдвард Арнольд — доктор Ремезов
- Генри Колкер — начальник Тайной полиции
- Мэри Олден — служанка Наташи
- Миша Ауэр — дворецкий
- Сара Падден — Дуна
- Густав фон Сейффертиц — доктор Франц Вольф
- Найджел Де Брулир  — священник
- Генри Арметта — фотограф
- Марта Слипер — эпизодическая роль
- Лео Уайт — эпизодическая роль
- Шарлотта Генри — эпизодическая роль

## Судебное дело о клевете

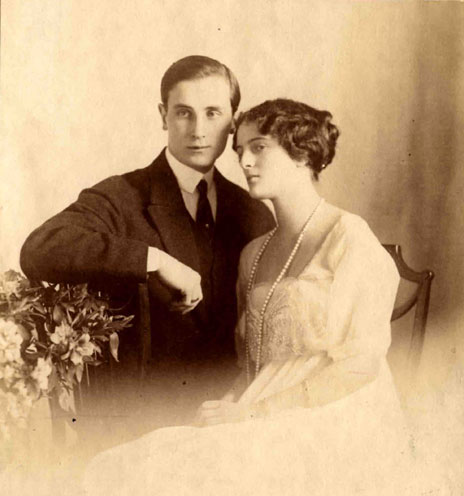
Князь Феликс Юсупов с женой Ириной Александровной Романовой, 1914 год

Прототипом фрейлины Наташи изначально в сценарии была княгиня Ирина Александрова Романова-Юсупова, а прототипом Павла Чегодаева — Феликс Юсупов, и они были выведены под своими именами; сценарист Чарльз Макартур в ходе съёмок заменил настоящие имена вымышленными.
Но смена имен персонажей, конечно, не могла скрыть прототипов — о том, что в Чегодаеве узнаваем князь Юсупов, писала даже «Нью-Йорк Таймс» в рецензии в день премьеры фильма.
Князь Юсупов действительно имел отношение к убийству Распутина и не возражал против этой детали в фильме. Но он возражал против изображения в фильме его жены — что якобы она была изнасилована Распутиным и стала его любовницей.
В 1933 году в лондонский суд был подан иск против кинокомпании «Метро-Голдвин-Майер» о распространении не соответствующих действительности порочащих сведений и клевете.
Свидетелем со стороны княгини выступал, в частности, генерал-майор Джон Генри Хэнбери-Уильямс, во время Первой мировой войны служивший при Царской Ставке в Могилеве, часто бывавший в Петрограде и хорошо знавший царскую чету.
Посмотрев два раза фильм, присяжные согласились с тем, что фильм порочит княгиню.
Кинокомпания принесла извинения княгине и публично заявила, что княгиня Наташа в фильме — совершенно вымышленный персонаж и ничего общего с княгиней Ириной Юсуповой не имеет.
Суд присудил истице в качестве моральной компенсации 25 тысяч английских фунтов и запретил дальнейший прокат фильма, но киностудия «Метро-Голдвин-Майер» дополнительно заплатила Юсуповым ещё 75 тысяч английских фунтов отступных за разрешение проката фильма. В США вопрос был решён в ходе внесудебного урегулирования дела. Общая сумма компенсаций, полученных супругами Юсуповыми, в современном[каком?] исчислении составила бы около 3 миллионов долларов США[уточнить].
Оскорбительные с точки зрения истцов сцены, длительностью около 10 минут, были вырезаны (даже в современных версиях фильма содержится только часть удалённых сцен), что сделало сюжет фильма несколько непонятным для зрителя, не знающего о вырезанных сценах: в первой половине фильма княгиня Наташа является сторонницей Распутина, а во второй половине чрезвычайно боится его, вроде бы без причины.
Результатом этого судебного дела стала практика включения в титры голливудских фильмов отказа от ответственности — фразы: «Все имена и события вымышлены, любые совпадения с реальными людьми и событиями случайны».
В 1963 году, пытаясь повторить успех судебного дела, супруги Юсуповы по аналогичным основаниям подали иск в размере 1,5 млн долларов против британской кинокомпании «Си-би-эс», усмотрев в персонажах фильма «Распутин: Безумный монах» клевету на себя, однако решение по этому делу так и не было вынесено.
В 1989 году английский юрист Дэвид Нэпли (David Napley) опубликовал книгу «Распутин в Голливуде», в которой подробно описал ход процесса по иску «Юсуповы против „Метро-Голдвин-Майер“».

## Съёмки
Первоначально режиссёром фильма был Чарлз Брэбин, но он не сработался с актрисой Этель Берримор: она считала, что играть царицу так, как он указывает, нельзя, при этом аргументируя: «Я знала её Величество лично».
Режиссёром был назначен Ричард Болеславский — русский актёр, один из основателей МХАТ, на гастролях 1922 года оставшийся в США и сделавший карьеру голливудского режиссёра.
Ассистентом художника-постановщика был Александр Толубофф (Alexander Toluboff) — родившийся и живший в России, хорошо знавший архитектуру Санкт-Петербурга.
Съемки фильма велись на студии кинокомпании в городе Калвер-Сити и заняли 17 недель, из которых пять — под руководством режиссёра Чарлза Брэбина, однако, хотя некоторые сцены, снятые им, и вошли в финальную версию фильма, его имя в титрах не указано.
До назначения режиссёром Ричарда Болеславского сценарий переписывался ежедневно — как минимум двенадцать человек работали над ним до того, как текст попал в руки Чарльза Макартура.
В фильм были вставлены кадры российских военных парадов из архива документальных съемок Джеймса Стюарта Блэктона.

## Показ
Премьера фильма состоялась 23 декабря 1932 года в Нью-Йорке, в кинотеатрах США фильм шёл с 24 марта 1933 года. Также фильм был показан в Финляндии, Дании, Португалии, Великобритании, Германии, Австрии и Греции.
Фильм имел небольшой кассовый успех: при бюджете в 1 млн долларов собрал 1 млн 379 тыс. долларов, однако из-за судебных издержек, составивших около 1 млн долларов, принёс киностудии убыток.
На кассовые сборы повлияло и то, что фильм вышел в период Великой депрессии — зрителей мало интересовала история богатой привилегированной правящей царской семьи. В своих мемуарах Этель Берримор вспоминала о премьере фильма в Нью-Йорке:

«Я помню посещение премьеры фильма — это была первая премьера, которую я когда-либо видела. Она проходила в разгар Великой депрессии и сильно отличалась от других, о которых я слышала или читала, — когда публика аплодирует проезжающим в лимузинах. Тогда аплодисменты не раздавались. Зрители на тротуарах были молчаливы и угрюмы, когда мимо них катили в больших автомобилях одетые в меха и блещущие драгоценностями персоны. То был очень неприятный опыт…»Оригинальный текст (англ.)I remember going to the “premiere” of a picture, the first one I had ever seen. This one  in the middle of the depression was very different from those that I had heard and read about when the bystanders applauded the people who drive by them in big cars. This time there was no applause. The onlookers on the sidewalks were silent and sullen as people wearing furs and jewels rode by them in the big cars. It was a very uncomfortable experience…
— Этель Берримор

## Дополнительно
- Фильм стал первым в карьере Дайаны Уиньярд (исполнительница роли Наташи).
- «Распутин и императрица» — первый звуковой фильм актрисы Этель Берримор.
- Это единственный фильм, в котором появляются вместе трое Берриморов — Этель, Лайонел и Джон, дети основателя актёрской династии Мориса Берримора.
- В мультфильме о Микки Маусе — «Mickey’s Gala Premier» 1933 года, — высмеивающем голливудских звёзд, все трое Берриморов появляются в костюмах из фильма «Распутин и императрица».
- Униформа солдат в фильме 1939 года «Волшебник страны Оз» совпадает с зимней униформой царевича Алексея в фильме «Распутин и императрица» — над обеими картинами работали художник-постановщик Седрик Гиббонс и костюмер Эдриан.

## Критика
Этель, Джон и Лайонел Бэрримор выступают в качестве главных исполнителей в захватывающей и увлекательной живописной мелодраме под названием «Распутин и императрица». [...] Хотя Лайонел Бэрримор играет главного героя, но и Джон в роли князя Чегодаева, и мисс Бэрримор в роли иператрицы продемонстрировали столь же прекрасное исполнение. [...] Лайонел Бэрримор не оставляет ни одного камня неперевёрнутым, давая яркий образ отталкивающего «монаха». Но никогда не переигрывает.
Оригинальный текст (англ.)Ethel, John and Lionel Barrymore serve as the principal players in an engrossing and exciting pictorial melodrama titled "Rasputin and the Empress. [...] Although Lionel Barrymore has the most important role, both John as Prince Chegodieff and Miss Barrymore as the Czarina give equally fine performances in their respective roles. [..] Lionel Barrymore leaves no stone unturned to give a vivid idea of the repellent monk. Yet he never overacts.
— New York Times, 24 декабря 1932 года